# Bomfunk MC’s
Bomfunk MC’s – fiński zespół muzyczny wykonujący electro, breakbeat i rap. Powstał w 1998 roku w jednym z nocnych klubów w Helsinkach z inicjatywy Raymonda Ebanksa znanego jako B.O. Dubb oraz producenta muzycznego JS16.
Zespół jest autorem singla „Freestyler”, który był najlepiej sprzedającym się singlem w Europie w 2000 roku.
W Polsce piosenkę wykorzystano w reklamie koncernu Era GSM.

## Muzycy
- Raymond Ebanks „B.O.W” lub „B.O.Dubb” – MC
- Ari Toikka „A.T” – perkusja
- Ville Mäkinen „Mr Wily” – gitara basowa, instrumenty klawiszowe
- Riku Pentti „DJ Infekto” lub "Rico Tubbs" – DJ, instrumenty klawiszowe
- Okke Komulainen – instrumenty klawiszowe
- Ismo Lappalainen „DJ Gismo” – DJ

## Historia
W 1998 roku duet wydał swój debiutancki singel „Uprocking Beats”, który od razu trafił na szczyt fińskiej listy tanecznych przebojów. Ukazał się on także w Australii, Belgii, Danii, Grecji, Hiszpanii, Holandii, Niemczech, Norwegii, Polsce, Portugalii, Szwajcarii, Szwecji i we Włoszech. W lutym 1999 został wydany kolejny singel „B-Boys & Flygirls”, dotarł on do 6. miejsca na liście przebojów w Finlandii. W czerwcu 1999 roku pojawił się debiutancki album Bomfunk MC’s – In Stereo. Zadebiutował on w Finlandii na pierwszym miejscu. Promował go singel „Rocking Just to Make Ya Move”. W październiku tego samego roku do rozgłośni radiowych i telewizyjnych trafił kolejny singel – „Freestyler”. Odniósł on sukces w Europie. W tym samym czasie album In Stereo w Finlandii zdobył tytuł podwójnie platynowej płyty, sprzedając się w liczbie 134 610 egzemplarzy. 20 listopada 2000 roku odbyła się premiera specjalnej edycji albumu In Stereo, zawierającej nowe wersje dotychczasowych utworów. Pierwszy singel „Super Electric” z albumu Burnin’ Sneakers pojawił się w sprzedaży we wrześniu 2001 roku, drugim singlem był „Live Your Life” z gościnnym udziałem Maksa’C. W 2002 singel „(Crack It) Something Going On” z Burnin’ Sneakers znalazł się na oficjalnej płycie z okazji piłkarskich Mistrzostw Świata w Korei i Japonii. Trzeci album fińskiej grupy – Reverse Psychology został nagrany w nowym składzie i ukazał się 25 kwietnia 2005 roku. W ramach zmian odszedł DJ Gismo, a na jego miejsce wstąpili Riku Pentti i Okke Komulainen, występujący dawniej jako The Skillsters.

## Dyskografia

### Albumy studyjne
- In Stereo (1999)
- Burnin’ Sneakers (2002)
- Reverse Psychology (2004)

## Nagrody i wyróżnienia
| Rok  | Kategoria             | Tytułem      | Nagroda    | Nota | Źródło |
| ---- | --------------------- | ------------ | ---------- | ---- | ------ |
| 1999 | Vuoden yhtyetulokas   | Bomfunk Mc's | Emma-gaala | Laur | [ 2 ]  |
| 1999 | Vuoden debyyttialbumi | In Stereo    | Emma-gaala | Laur | [ 2 ]  |
| 1999 | Vuoden biisi          | „Freestyler” | Emma-gaala | Laur | [ 2 ]  |